# 남중동
남중동(南中洞)은 대한민국의 전북특별자치도 익산시에 설치된 동이다.

## 개요
남중동은 익산시청과 주요 공공기관이 집중 소재하고 있는 중심동으로서 학교, 병원, 은행, 일반주택이 밀집되어 있는 전형적인 주거지역으로 교통망이 원활하다. 북부시장내 재래시장이(4일, 9일) 활성화되어 싱싱한 농수산물이 저렴하게 유통되고 있다. 또한 소라산 공원이 잘 가꾸어져 시민들에게 휴식처로 제공하고 각종 생활체육이 활성화되어 있다.

## 역사
- 조선시대 - 본래 옥야현 지역으로 조선조 때 전주부 북일면에 편입
- 1899년 - 고종 광무 3년 익산군에 편입
- 1917년 - 익산면에 편입되고 익산면이 이리읍으로 승격됨에 따라 이리읍 남중정이 됨
- 1946년 - 동제 실시에 따라 남중동으로 개칭됨
- 1970년 7월 1일 - 남중1.2가동으로 분동
- 1998년 2월 1일 - 익산시 남중동으로 통합

## 행정 구역
- 남중동

## 교육
- 이리고등학교
- 이리공업고등학교
- 이리여자고등학교
- 전북기계공업고등학교
- 이리북초등학교
- 이리서초등학교
- 이리남창초등학교